# Jan Kovář
Jan Kovář (* 20. März 1990 in Písek, Tschechoslowakei) ist ein tschechischer Eishockeyspieler, der seit Juni 2019 beim EV Zug aus der Schweizer National League unter Vertrag steht und dort auf der Position des Centers spielt. Sein älterer Bruder Jakub ist Eishockeytorwart.

## Karriere

### Anfänge in Písek und Plzeň
Jan Kovář stammt aus dem Nachwuchsbereich des IHC Písek aus seiner Heimatstadt, für den er bis 2005 spielte. Zu Beginn der Saison 2005/06 lief er nochmals für diesen auf, ehe er zu den Junioren des HC Plzeň 1929 wechselte. Bei diesem durchlief er die U18- und U20-Mannschaften, die an den jeweiligen höchsten tschechischen Spielklassen ihrer Altersklasse teilnahmen. In der Saison 2006/07 war er mit 79 Punkten Topscorer und bester Torschütze (40 Tore) der U18-Extraliga. Anschließend wurde er in das U20-Team aufgenommen und gehörte auch in dieser Altersklasse zu den besten Spielern des Vereins. Daher wurde er für die tschechische U18-Nationalmannschaft nominiert und schaffte mit dieser bei der U18-Weltmeisterschaft der Division I den Wiederaufstieg in die Top-Division. Zu diesem Erfolg trug er acht Punkte in fünf Spielen bei. 
Vor der Saison 2008/09 wurde er in den erweiterten Profikader des HC Plzeň aufgenommen und absolvierte ein Großteil der Saison in der höchsten tschechischen Spielklasse, der Extraliga. Parallel kam er weiter zu Einsätzen bei den U20-Junioren sowie beim HC Klatovy aus der drittklassigen 2. národní hokejová liga.

### Meistertitel in Tschechien
Ab 2009 gehörte er fest zum Stammkader des HC Plzeň und steigerte seine Punktausbeute von neun (2008/09) über 13 (2009/10) auf 38 Scorerpunkte (2010/11). Während der Saison 2010/11 wurde er zeitweise an den HC Slovan Ústečtí Lvi ausgeliehen und gewann mit diesem im Frühjahr 2011 den Meistertitel der 1. Liga. Zudem schaffte er mit der Mannschaft aus Ústí den Aufstieg in die Extraliga, wobei er in fünf Relegationsspielen eingesetzt wurde. In der folgenden Saison spielte er weiter für den HC Plzeň 1929, erhielt aber erneut vereinzelte Einsätze bei einem 1.-Liga-Team, diesmal beim KLH Chomutov. Dieser gewann 2012 die Meisterschaft der 1. Liga.
In der Saison 2012/13 gehörte der HC Plzeň mit dem dritten Platz schon während der Hauptrunde zu den besten Teams der Liga, wobei aus der Mannschaft Milan Gulaš, Klub-Teilhaber Martin Straka als Kapitän und Jan Kovář als beständiger Scorer herausragten. Im Playoff-Finale besiegte Plzeň die Mannschaft von PSG Zlín mit 4:3 und gewann damit das erste Mal in der Vereinsgeschichte den Tschechischen Meistertitel. Kovář war mit 26 Punkten, davon elf Toren, Topscorer, bester Torschütze und bester Vorlagengeber der Play-offs und wurde daher als wertvollster Spieler der Play-offs ausgezeichnet. Zudem erhielt Kovář die Ehrung als „Spieler des Jahres“.

### Wechsel in die KHL
Die gezeigten Leistungen in der Extraliga weckten das Interesse verschiedener KHL-Klubs. Schließlich wurde Kovář im April 2013 vom HK Metallurg Magnitogorsk für drei Jahre verpflichtet. Auch in der KHL behielt er seine Spielweise bei und wurde folgerichtig zum KHL All-Star Game eingeladen. In der Hauptrunde der Saison 2013/14 war er mit 45 Assists ligaweit der beste Vorlagengeber und wies mit „+46“ die beste Plus/Minus-Wertung der Liga auf. In den Play-offs drang Metallurg bis in das Finale um den Gagarin-Pokal vor, in dem das Team den HC Lev Prag mit 4:3 besiegte. Damit gewann Kovář die Meistertrophäe der KHL sowie die russische Meisterschaft. Zu diesem Erfolg trug er 26 Scorerpunkte in 21 Playoff-Spielen bei. Zusammen mit Sergei Mosjakin und Danis Saripow wurde er zudem als „Torjäger-Trio“ ausgezeichnet. 2016 wiederholte der Klub den Gewinn des Gagarin-Pokals, wobei Kovář weiter zu den offensivstärksten Akteuren der Liga gehörte und mit zahlreichen Auszeichnungen bedacht wurde. In der Saison 2017/18 ließ seine Punktausbeute etwas nach, so dass er sich zu einem Vereinswechsel entschloss.

### Intermezzo in Nordamerika und Rückkehr nach Europa
Im Juli 2018 unterzeichnete Kovář einen Einjahresvertrag bei den New York Islanders aus der National Hockey League (NHL), der allerdings im Oktober desselben Jahres wieder aufgelöst wurde, ohne dass der Tscheche ein Spiel bestritten hat. Er erhielt daraufhin einen Probevertrag bei den Providence Bruins aus der American Hockey League (AHL). Dort kam er bis zum Dezember zwölfmal zum Einsatz. Anschließend kehrte er zu seinem Stammverein nach Plzeň zurück, wo er die Spielzeit 2018/19 beendete. Für die Saison 2019/20 unterzeichnete der Tscheche einen Einjahresvertrag beim EV Zug, der in der Folge mehrmals verlängert wurde. Zwischen den Jahren 2020 und 2022 gehörte der Tscheche zu den besten Spielern der gesamten Liga und führte den EVZ in beiden Spielzeiten zum Gewinn der Schweizer Meisterschaft.

### International

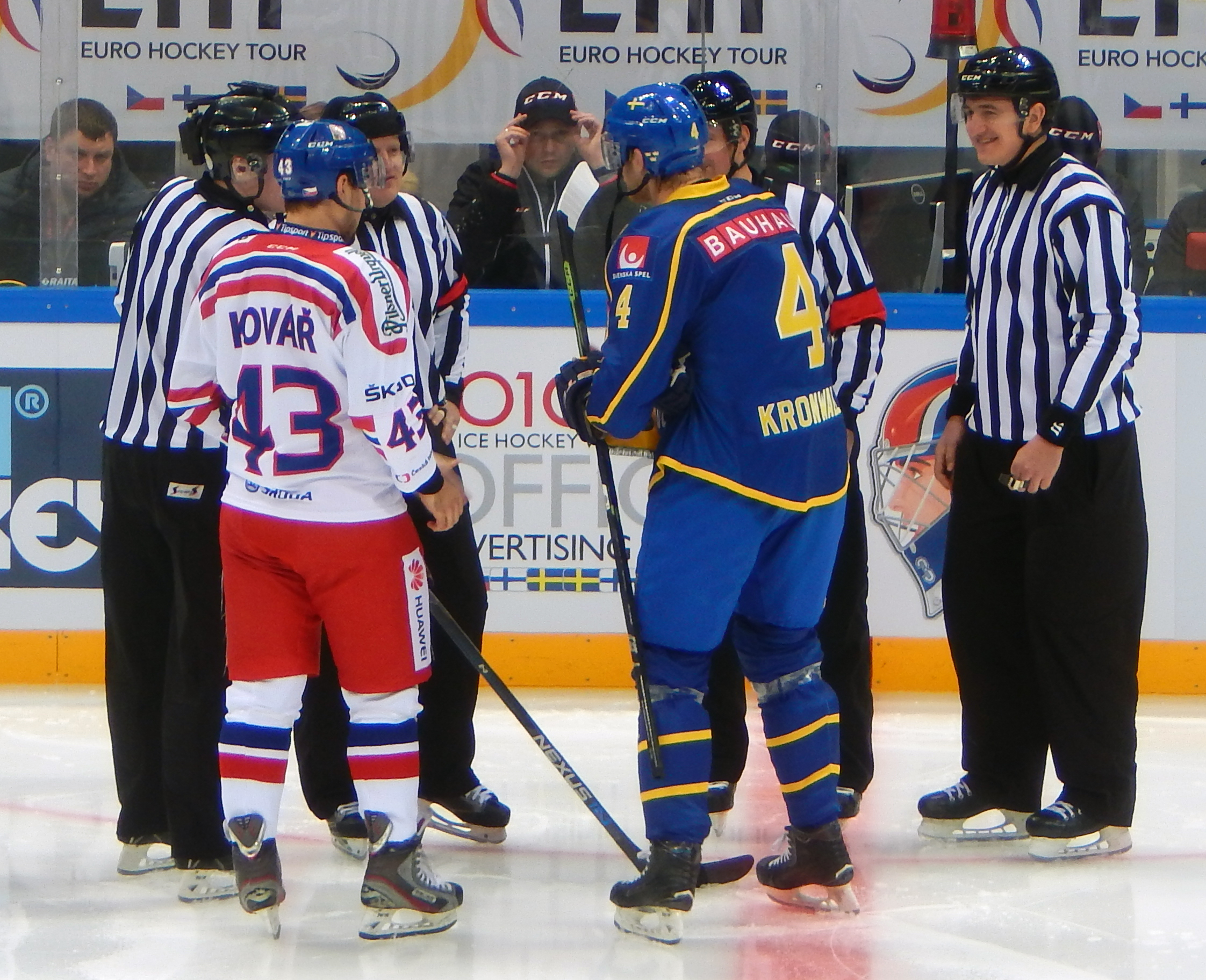
Kovar als Kapitän der Nationalmannschaft beim Channel One Cup 2015

Nach dem Wiederaufstieg in die Top-Division bei der U18-Weltmeisterschaft der Division I 2008 den nahm Kovář zwei Jahre später mit der tschechischen U20-Auswahl an der U20-Junioren-Weltmeisterschaft teil, bei dem diese den siebten Platz belegte. Kovář kam in sechs Spielen zum Einsatz, in denen er sechs Scorerpunkte sammelte.
Sein Debüt für die tschechische Herrenauswahl gab er am 7. April 2010 in Olten gegen die Schweiz und absolvierte anschließend die LG Hockey Games 2010. Sein erstes großes Turnier im Herrenbereich war die Weltmeisterschaft 2013, bei der die Tschechen den siebten Platz belegten. Bei der Weltmeisterschaft 2014 erzielte Kovář seinen ersten Scorerpunkt bei einer Herren-Weltmeisterschaft und erreichte mit der Auswahl den vierten Platz.
Weitere Einsätze folgten bei den drei folgenden Weltmeisterschaften 2015, 2016, 2017, 2019 und 2021. Bei den Olympischen Winterspielen 2018 im südkoreanischen Pyeongchang belegte er mit der tschechischen Nationalauswahl den vierten Platz, vier Jahre später wurde er bei den Olympischen Winterspielen 2022 in der chinesischen Landeshauptstadt Peking Neunter.

## Erfolge und Auszeichnungen
| - 2007 Topscorer der U18-Extraliga-Hauptrunde - 2007 Bester Torschütze der U18-Extraliga-Hauptrunde - 2011 Meister der 1. Liga und Aufstieg in die Extraliga mit dem HC Slovan Ústí nad Labem - 2012 Meister der 1. Liga mit dem KLH Chomutov - 2013 Tschechischer Meister mit dem HC Plzeň 1929 - 2013 Spieler des Jahres der Extraliga - 2013 Wertvollster Spieler der Extraliga-Playoffs - 2013 Topscorer der Extraliga-Playoffs - 2013 Bester Vorlagengeber der Extraliga-Playoffs - 2014 Teilnahme am KHL All-Star Game - 2014 Bester Vorlagengeber der KHL-Hauptrunde - 2014 Beste Plus/Minus-Wertung der KHL-Hauptrunde - 2014 Torjäger-Trio der KHL (gemeinsam mit Sergei Mosjakin und Danis Saripow) - 2014 Gagarin-Pokal-Sieger und Russischer Meister mit dem HK Metallurg Magnitogorsk - 2016 Teilnahme am KHL All-Star Game - 2016 Gagarin-Pokal-Sieger und Russischer Meister mit dem HK Metallurg Magnitogorsk - 2016 Bester Vorlagengeber der KHL-Playoffs - 2016 KHL First All-Star Team | - 2017 Teilnahme am KHL All-Star Game - 2017 Topscorer der KHL-Playoffs - 2017 HL First All-Star Team - 2017 KHL Iron Man Award (Spieler mit den meisten Spielen hintereinander) - 2021 Schweizer Meister mit dem EV Zug - 2021 PostFinance Top Scorer - 2021 Bester Vorlagengeber der NL-Hauptrunde - 2021 Topscorer der NL-Playoffs - 2021 Bester Vorlagengeber der NL-Playoffs - 2021 Bester Stürmer der National League - 2022 Wertvollster Spieler der NL-Playoffs - 2021 NL Media Most Valuable Player - 2021 NL Media All-Star Team - 2022 Schweizer Meister mit dem EV Zug - 2022 Topscorer der NL-Playoffs - 2022 Bester Vorlagengeber der NL-Playoffs - 2022 Wertvollster Spieler der NL-Playoffs |

### International
- 2008 Aufstieg in die Top-Division bei der U18-Junioren-Weltmeisterschaft der Division I, Gruppe A

## Karrierestatistik
Stand: Ende der Saison 2024/25

### International
Vertrat Tschechien bei:
| - U18-Junioren-Weltmeisterschaft der Division I 2008 - U20-Junioren-Weltmeisterschaft 2010 - Weltmeisterschaft 2013 - Weltmeisterschaft 2014 - Weltmeisterschaft 2015 - Weltmeisterschaft 2016 | - Weltmeisterschaft 2017 - Olympischen Winterspielen 2018 - Weltmeisterschaft 2019 - Weltmeisterschaft 2021 - Olympischen Winterspielen 2022 |

(Legende zur Spielerstatistik: Sp oder GP = absolvierte Spiele; T oder G = erzielte Tore; V oder A = erzielte Assists; Pkt oder Pts = erzielte Scorerpunkte; SM oder PIM = erhaltene Strafminuten; +/− = Plus/Minus-Bilanz; PP = erzielte Überzahltore; SH = erzielte Unterzahltore; GW = erzielte Siegtore; 1 Play-downs/Relegation; Kursiv: Statistik nicht vollständig)